# Uterotónico
Uterotónico (português europeu) ou uterotônico (português brasileiro) é um agente farmacológico usado para induzir contrações uterinas ou dar maior tonicidade ao útero. Os uterotónicos são usados para induzir o parto e para reduzir hemorragias pós-parto.